# لی‌پو
لی بای یا لی‌پو (چینی: 李白) شاعر چینی بود که از سال ۷۰۱ تا ۷۶۲ میلادی می‌زیست. او عضو گروه هشت جاودانه جام شراب بود که بیش از ۲۳۰۰ شاعر در آن عضو بودند؛ آثار شعری او و دوستش دوفو در مجموعه‌هایی گرد هم آمده‌اند؛ این اشعار عموماً در بیش از ۱۲۰۰ سال پیش نوشته شده‌اند. لی‌پو یکی از دو شاعر بزرگ تاریخ ادبیات چین به‌شمار می‌رود. امروزه بیش از ۱۰۰۰ شعر از اشعار او باقی‌مانده‌اند. لی‌پو شاعری رمانتیک و خیالباف بود و در آثارش متافیزیک محض آئین تائو با مضامین پیچیده و خیالات در هم آمیخته‌اند؛ در اشعار او مضامین تازه بسیار یافت می‌شوند. همچون دوفو، لی‌پو بیشتر عمرش را به مسافرت گذراند، هرچند علت این ثروتمندی او و نه فقر او بود؛ گفته شده‌است که او هنگامی که می‌خواست نور ماه را ببوسد، از قایقش در رود یانگ تسه پایین افتاد و غرق شد.